# Grzegorz Rasiak
Grzegorz Rasiak, né le 12 janvier 1979 à Szczecin, est un footballeur international polonais. Il évoluait au poste d'attaquant.

## Biographie
Grzegorz Rasiak reçoit sa première sélection le 10 février 2002, contre les Îles Féroé. Il doit ensuite attendre un an pour être de nouveau sélectionné.
Il participe à la Coupe du monde de football 2006 avec la Pologne.
Il compte 37 sélections avec l'équipe de Pologne (8 buts).